# Xilinx
Xilinx is 's werelds grootste ontwikkelaar en producent van Field-Programmable Gate Array (FPGA) chips. Het bedrijf is opgericht in 1984 door Ross Freeman, Bernie Vonderschmitt en Jim Barnett te Silicon Valley. Tegenwoordig is het hoofdkantoor gelegen te San José, (Californië, VS), met een Europees filiaal te Dublin (Ierland) en een Aziatisch filiaal te Singapore. Het heeft een gebroken boekjaar dat loopt tot eind maart/begin april. Op 28 maart 2020 telde het bedrijf 4891 medewerkers.
In oktober 2020 maakte Advanced Micro Devices (AMD) een overnamebod op Xilinx bekend. De Xilinx aandeelhouders krijgen voor elk aandeel 1,7234 aandelen AMD, en na de overname hebben de oud-aandeelhouders van Xilinx 26% van de aandelen van AMD in handen. Aandeel- en toezichthouders moeten de transactie nog goedkeuren, waardoor de afronding pas eind 2021 zal plaatsvinden.

## Producten
Naast de feitelijke FPGA's, biedt Xilinx ook nog enkele andere producten en diensten met betrekking tot FPGA-design en -implementatie.

### Programmeerbare logica-chips
De ontwikkeling en productie van programmeerbare logica-chips is nog steeds de kernactiviteit van Xilinx. Er bestaan twee reeksen FPGA's, de high-end Virtex reeks en de low-end Spartan, van beide bestaan reeds verschillende versies.
| Opties                                       | Virtex-5         | Virtex-4         | Spartan 3A       |
| -------------------------------------------- | ---------------- | ---------------- | ---------------- |
| Logische Cellen                              | Tot 330.000      | Tot 200.000      | Tot 53.000       |
| Gebruikers I/O                               | Tot 1.200        | Tot 960          | Tot 519          |
| Ondersteunde I/O standaarden                 | Meer dan 40      | Meer dan 20      | Meer dan 20      |
| Klok beheer (DCM)                            | Ja               | Ja               | Ja               |
| Klok Beheer (PLL)                            | Ja               | Nee              | Nee              |
| Embedded Blok RAM                            | Tot 18Mbits      | Tot 11Mbits      | Tot 1,8Mbits     |
| Embedded vermenigvuldigers voor DSP          | Ja (25 x 18 MAC) | Ja (18 x 18 MAC) | Ja (18 x 18 MAC) |
| Multi-Gigabit Hoge snelheids seriële toegang | Ja               | Ja               | Nee              |
| Soft processor ondersteuning                 | Ja               | Ja               | Ja               |
| Embedded PowerPC                             | Ja (PowerPC440)  | Ja (PowerPC405)  | Nee              |

Hiernaast zijn er ook nog twee reeksen CPLD's beschikbaar, de CoolRunner-reeks en de XC-reeks.

### Design Software
Xilinx heeft ook de nodige software ontwikkeld om het programmeren van hun FPGA's te automatiseren. Hun ISE Design Suite bevat software voor het ontwikkelen en/of het implementeren van logische, embedded of DSP-systemen.

### Intellectueel Eigendom
Xilinx stelt ook verschillende IP-cores, referentiedesigns en designdiensten ter beschikking, om te gebruiken in combinatie met hun FPGA's en ontwikkelsoftware.